# Guaitecas
Guaitecas es una comuna de la provincia de Aysén, en la Región Aysén del General Carlos Ibáñez del Campo, en la zona austral de Chile. Comprende el archipiélago de las Guaitecas, ubicado en el extremo noroccidental de la región, al sur del archipiélago de Chiloé. Limita al norte con la comuna de Quellón, (provincia de Chiloé), al oeste con el océano Pacífico, y al sur y este con la comuna de Cisnes. Según el censo de 2017 tiene una población de 1843 habitantes.
La localidad principal es Melinka, puerto ubicado en la costa oriental del archipiélago, sobre la Isla Ascensión. Otra localidad es Repollal. La condición insular del territorio condicionan el acceso a la comuna, siendo las rutas navieras y aéreas las únicas opciones para llegar al archipiélago.

## Historia

### Primeros habitantes
Los primeros registros escritos para la zona que comprende la comuna de las Guaitecas dan cuenta de poblaciones indígenas nómadas habitando las islas al sur de Chiloé, estos utilizaban hábilmente sus canoas o dalcas y basaban su modo de vida en la explotación de recursos costeros y marinos. Componían familias extensas y existía una división del trabajo basada en género, donde las mujeres recolectaban marisco y los hombres se encargaba del fuego y la caza de lobos marinos y aves. Identificados a través de fuentes históricas como chonos, no se tiene claridad si dicho concepto agrupa a uno o varios grupos indígenas; tampoco existe claridad sobre su origen, lengua o creencias. Lo cierto es que desaparecen por la combinación de factores causados en el contacto con colonos españoles y chilenos, entre ellos la maloca, encomienda, reducciones, evangelización y aculturación. Sobre su modo de vida, visto desde el punto de vista del historiador jesuita Pedro Lozano, ha sobrevivido el siguiente registro:  

Divídense los Chonos en varias parcialidades, esparcidas por todas las islas, sin tener morada fija, pues se mudan de una a otra isla, llevando a cuestas su menaje, tal cual, y mudando consigo toda su familia, para gozar de la oportunidad de recoger marisco, que es el motivo de andar vagos, y todo su sustento, sin tener otras sementeras, o labores.
Lozano, 1755 (en: Ocampo et al. s/f)

La limitada documentación respecto a las poblaciones de canoeros que habitaban Guaitecas y sus alrededores, se debe en parte a que no existió ocupación permanente de este territorio durante la época colonial. No fue hasta 1567 que se establece la ciudad de Castro y aunque los territorios pertenecían jurídicamente a la provincia, esta no se hacía efectiva sobre los archipiélagos y estuarios de su frontera sur. Ya sea porque no había las riquezas típicas que movilizaron a los españoles como oro, plata u otros metales valiosos, o porque el clima y las condiciones geografías generales desalentaban cualquier emprendimiento, el colono español nunca se estableció permanentemente en la zona. En cambio, las relaciones entre frontera estuvieron definidas a través de expediciones de reconocimiento iniciadas en el siglo XVII e intensificadas durante el XVIII, y viajes misionales realizados por jesuitas, los cuales mantuvieron presencia en la región hasta su expulsión en 1767.
El primer registro de una expedición jesuita más allá del golfo del Corcovado se fecha en 1612. Durante una de estas expediciones el padre Mateo Estaban registra alrededor de 120 personas habitando las islas de Guaitecas y quizás unos 50 personas más que pudieron haberse escondido. Estas misiones jesuitas culminan en la construcción de cuatro capillas en las cuatro islas con mejores condiciones —presumiblemente alguna en lo que hoy es Melinka—, se prepararon fiscales para acompañar a los iniciados en la fe cristiana e incluso se traduce un catecismo a la lengua chona. Sin embargo, a pesar de haber tenido un comienzo auspicioso, para la segunda mitad del siglo XVII los religiosos comenzaron a sentir la rigurosidad del clima, la falta de recursos y escasez de personal. Aquello hace disminuir la regularidad en las expediciones desde Castro hacia el sur. Por otro lado, la curiosidad inicial por parte de los chonos terminó debilitándose y ya no presentaban mayor interés en la doctrina cristiana. Finalmente, una revuelta dentro del pueblo chono, que termina con la muerte de su líder local y la quema de las capillas, pondría fin al esfuerzo jesuita por establecerse en el archipiélago.
De esta forma el archipiélago de las Guaitecas se convierte en un espacio fronterizo entre el mundo español y los grupos de canoeros nómades. En él hubo numerosas hostilidades, con incursiones violentas de ambos lados, pero también importantes intercambios culturales. Se tiene registro de chonos viviendo en Chiloé, aprendiendo español y mapudungun huilliche, incorporando tecnologías occidentales a su modo de vida nómade, comercializando aceite de ballena y adoctrinándose en la fe cristiana. Los chilotes y la administración española por otro lado, utilizaban a los Chonos y su conocimientos sobre las islas y fiordos de Aysén para preparar exploraciones e informarse de los aconteceres que sucedían dentro de su jurisdicción, pero donde no tenían presencia.
Para 1710, un grupo de 166 chonos se presentó voluntariamente en el fuerte San Miguel de Calbuco solicitando instalarse definitivamente al alero de los colonos españoles. Aquello representó posiblemente la emigración más grande del pueblo chono y debió tener un impacto enorme en la demografía de las Guaitecas. El capitán del fuerte, Alejandro Garzón de Garricochea, dejó el siguiente registro:

Avisáronme de la centinela de Llaicha que venían 8 piraguas las cuales eran de indios Chonos que con las familias llegaron al fuerte Calbuco donde los recibí con toda la gente en armas, y mostrando muy finos en quedarse haciéndose bautizar el gobernador de ellos Chequepillan, y yo fui el padrino, como también de casamiento. Después de haber llegado  vine con ellos a este puerto de Chacao para que los viese el General.
Garzón, 1701 (en: Urbina, 1988)

A este grupo de familias y las que se que fueron sumando en los años posteriores,  aproximadamente 600 personas, se les reubicó en isla Huar, seno de Reloncaví. Ahí, bajo la administración de dos religiosos jesuitas, se crea en 1717 la «Misión de Chonos», siendo el propósito de la misma la sedentarización y evangelización de los indígenas. Por parte de los indígenas, es probable que buscaran mayor seguridad al alero de los frailes, debido a los constantes abusos sufridos desde el contacto con el español en sus territorios de origen. Sin embargo ninguna de las expectativas logró cumplirse, el modo de vida nómade era incompatible con el modelo de «reducción» propuesto por la misión jesuita, y por otro lado, la isla Huar estaba en el tránsito de los alerceros chilotes que continuaron los abusos contra el pueblo chono. Así, ya en un corto periodo de tiempo, solo cuatro familias chonas habitaban la isla y el resto se había desperdigado en el territorio próximo. Disgregándose en grupos familiares por las costas de Chiloé, el pueblo chono ya no volvería a tener la cohesión suficiente que le permitiera actualizar y mantener su cultura, y sus rasgos distintivos se irán disolviendo con otras culturas indígenas y mestizas propias de este nuevo territorio. Al respecto, Rodolfo Urbina menciona:

Se puede afirmar que, durante todo el siglo XVIII, los Chonos avecindados en Chiloé se mostraron reacios a abandonar sus costumbres nomádicas. No sucedió lo mismo con las demás formas de su cultura. A pesar de los agravios sufridos en Guar se quedaron en Chiloé, porque les resultaba atractivo y ventajoso. Pero su condiciones de minoría étnico-cultural inserta en el seno de otra mayor y más vigorosa, y el hecho de que hacia 1720 ya no constituían un grupo compacto como cuando llegaron, se les fue haciendo perder la cohesión hasta verse asimilados por la cultura chilota.
Urbina, 1988

De esta forma, la ocupación del archipiélago de las Guaitecas cambia radicalmente, la comunidad chona está desintegrada y es posible que para fines del siglo XVIII solo unas pocas familias indígenas habitan sus territorios ancestrales, dificultándose cada vez más el mantenimiento de su tradición cultural y su modo de vida canoero. Por parte de los chilotes, las islas Guaitecas se constituirán con el tiempo en un espacio definido por su función como campamento de trabajo; sus islas son un refugio para las expediciones que cruzan el golfo del Corcovado y en la medida que la nueva nación chilena crece y se expande, un espacio rico en recursos naturales, en especial el ciprés de las Guaitecas.

### SigloXIX
Luego del tratado de Tantauco, que resultó en la anexión a Chile del archipiélago de Chiloé y por extensión de las Islas Guaitecas, la administración chilena toma posesión administrativa del archipiélago, que ahora integra la provincia de Chiloé. Por otro lado, en la medida en que se consolidaba la nueva república y se expande y dinamizaba económicamente, motivado por el descubrimiento de importantes yacimientos mineros, surge la necesidad en el resto del país de sustentar dichas empresas a través de recursos complementarios. La región y en particular el archipiélago de las Guaitecas, toma mayor importancia dentro del país debido a sus riquezas madereras, en particular el ciprés de las Guaitecas, del cual se producen postes, vigas, durmientes y tablas de calidad excepcional. 
Es posible que el decreto del 2 de julio de 1859, que permite el corte de maderas en terrenos fiscales de la provincia de Chiloé, oficializara una actividad extendida en la zona, la cual era la explotación de los recursos sin control efectivo del Estado. Esto debido a que la burocracia estatal no tenía un control efectivo de estos territorios y el archipiélago era aún un espacio fronterizo y sin domesticar. De hecho, los emprendimientos maderos fueron, en un comienzo, liderados por chilotes, dueños de embarcaciones (balandras y goletas) organizados en grupos familiares y que se aventuraban en Guaitecas entre los meses de octubre y marzo.
Como suele suceder con este tipo de emprendimientos basados en la extracción de recursos naturales, la acumulación de riquezas favoreció a los comerciantes e intermediadores, que en este caso estaban asentados en Ancud. Dicha ciudad experimentó un gran auge durante esta época, convirtiéndose en la mayor productora de durmientes de todo el continente, los cuales se embarcaban hasta los puertos de Talcahuano, Valparaíso, Coquimbo y Caldera. Por otro lado es posible que los chilotes involucrados directamente en las faenas del ciprés, no vieran un cambio significativo en su calidad de vida y utilizaran estos trabajos de temporada como complemento en su economía doméstica, proveyéndose de los productos que no eran capaces de producir, como sal, trigo y agua ardiente. Esto explica por qué a pesar de la circulación por Guaitecas de al menos 3000 personas por temporada, como registraba Felipe Westhoff en 1867, las islas continuaron prácticamente despobladas, desprovistas de servicios o control efectivo del aparato estatal y en los márgenes del Chile habitado.

#### Fundación y desarrollo de Melinka
Fue el mismo Felipe Westhoff la primera autoridad reconocible de este nuevo periodo, ocupando el cargo de subdelegado en la gobernación marítima de Chiloé. De origen lituano, Westhoff había llegado a trabajar a Perú vinculado a las empresas ferroviarias que experimentaban gran auge en las nuevas repúblicas sudamericanas. En esa búsqueda por materias primas, llega al sur de Chile e instala su centro de operaciones en Ancud en 1859, posicionándose como un importante promotor del comercio de maderas de ciprés. Como subdelegado marítimo del archipiélago de las Guaitecas y encargado de llevar el registro de las actividades económicas de la zona, se instala por temporadas en el sector sur de la isla Ascensión, villorrio que bautizaría como Melinka y que a la postre se convertiría en la capital de la comuna. Sin embargo, su rol como comerciante lo obligaba a estar constantemente fuera de Melinka y para 1872 lo remplazaría en el cargo otro comerciante ancuditano, Enrique Lagrèze.
A partir de 1880 emerge en la escena maderera de las Guaitecas Ciriaco Álvarez Vera, el auto denominado «Rey del Ciprés». Este hombre de Chonchi logró centralizar una actividad que hasta ahora se había realizado a través de emprendimientos fragmentados, siendo hasta en ese momento los dueños de embarcaciones los que organizaban las cuadrillas de hacheros y se encargaban de la comercialización al puerto de Ancud. Ciriaco en cambio, aprovechó el auge madero e instaló su centro de operaciones en Melinka, contando con bodegas, aserradero, espacios habitacionales y pulperías que distribuían los vivieres, imitando el modelo de los campamentos salitreros del norte del país. La empresa no estaría completo sin un sistema de distribución y el Rey del Ciprés contaba con ocho naves de hasta 900 toneladas que le permitían movilizar miles de piezas de ciprés. Este mayor control sobre el proceso productivo le permitió a Ciriaco amasar una de las fortunas más importantes de la región. Sin embargo, por parte de los trabajadores estos se vieron insertos en un sistema de trabajo injusto y con pocos beneficios.

Con respecto a la modalidad de explotación, a los trabajadores se les brindaba la posibilidad de endeudarse con antelación a las faenas, adquiriendo de los empresarios artículos en su mayoría sobrevalorados quedando así obligados con los mismos. Esta modalidad de compra a crédito era conocida en la época como "tienda a raya". El pago se hacia con la corta y preparación de postes que eran tasados a bajo precio.
Ponce et al. 2008

El sistema de explotación forestal que trajeron los hacheros chilotes fue particularmente devastador. El bosque impenetrable del archipiélago era reducido a través de grandes incendios para de esta forma, acceder a los recursos.  

Lamentablemente es ver el desperdicio con que se esplota esta riqueza que constituye el principal porvenir de la provincia. Por un árbol que se aprovecha, se destruyen a lo menos diez, sin contar retoños, i esto no es exajeración. Para abrir paso por el monte i depejar los cipresales de las quilas, etc. Los hacheros, le pegan fuego. Los arboles mas grueso aunque chamuscados, permanecen parados, i de estos se elijen los apropósito para durmientes, despreciando los que por sus escasas dimensiones u otras circunstancias, no llenan los requisitos. I de este modo queman islas enteras.
Simpson, 1875 (en: Torrejón et al. 2013)

### SigloXX
La consolidación de la actividad forestal en el archipiélago trajo contigo el establecimiento de asentamientos permanentes. Estas poblaciones provenientes de Chiloé subsistieron de los abundantes recursos marinos, los cuales se destinaban tanto para el consumo familiar como para su comercialización. Con una agricultura poco desarrolla, la población local siguió dependiendo del intercambio de productos en el mercado regional para acceder a vivieres de primera necesidad, como la harina, azúcar y productos manufacturados. De esta forma se establecieron actividades hasta ahora icónicas en este territorio, como es el secado de cholga y róbalo y la caza de lobo marino y gato huillín, dando origen a un incipiente mercado de materias primas. Estas actividades económicas empezaron a tener mayor relevancia, en la medida en que la sobrexplotación del ciprés hizo cada vez menos rentable dicha faena. 
En 1929 se prohibió de manera indefinida la caza de lobo marino, gato huillín y chungungo, aunque es de presumir que ante la falta de fiscalización, la actividad se mantuviera durante un tiempo.
En 1938 el archipiélago, junto con el archipiélago de los Chonos —e incluyendo la isla Guafo entre 1941 y 1945—, pasó a conformar la reserva forestal Las Guaitecas. Sin embargo, modificaciones posteriores en 1962 y 1983 desafectarían a la totalidad del archipiélago de dicha categoría.
Para mediados del siglo XX, relatos locales hablan de grupos de familia viviendo en islas El Manzano, Gran Guaiteca y Ascensión, pero no fue hasta el terremoto de Valdivia en 1960 que Melinka y Repollal se consolidan como los principales centros poblados. En 1975, perteneciendo aún a la comuna de Quellón y a la provincia de Chiloé, el archipiélago es traspasado a la nueva XI Región. Y cuatro años después, en 1979, se convierte en la comuna de Guaitecas. La municipalidad se crea en 1980 y un año después entra en funciones su primer alcalde, Jorge E. Moya Delgado, técnico marino de la Pontificia Universidad Católica. 
A partir de la década de 1990 se consolida la extracción del erizo de mar, actividad motivada por la alta valoración del producto en el mercado japonés, teniendo su peak de explotación en 1999. A la postre, el archipiélago de las Guaitecas se convertirá en el principal lugar de explotación de dicho recurso. La industria salmonera también se comienza a desarrollar durante esta década y, junto con la actividad bentónica y la posibilidad de acceder a los beneficios que ofrece pertenecer a zonas extremas, definidas por la Ley 20655, motiva una nueva ola migratoria, principalmente desde Chiloé. 
Actualmente la consolidación de las pesquerías bentónicas, la actividad salmonera y la inversión pública en la comuna, configuran la ocupación del territorio del archipiélago de las Guaitecas.      

## Geografía

### Geomorfología
La comuna de Guaitecas se encuentra emplazada en la unidad geomorfológica de Cordillera de la costa con tectónica de hundimiento; lla comuna tiene una superficie territorial total de 620,6 km, donde se incluye a más de 40 islas de una altura máxima promedio de 500 m. En tamaño, las principales islas son:
- Gran Guaiteca (206 km²)
- Leucayec (132 km²)
- Ascensión (50 km²)
- Betecoi (41 km²)
- Mulchey (35 km²)
- Clotilde (21 km²)

El archipiélago está separado del continente por el canal Moraleda en su parte este, mientras que el canal Tuamapu y el paso del Chacao lo separan por el sur del archipiélago de los Chonos. en la parte septentrional lo separa del archipiélago de Chiloé la boca del Guafo y el golfo Corcovado.
Los suelos del archipiélago son delgados, saturados de humedad y con altos contenidos de materia orgánica, los PH que presentan los suelos en su mayoría son fuertes y extremadamente ácidos. Los sectores donde los suelos son delgados y saturados de agua, se ven limitados para el desarrollo de la actividad agropecuaria.

### Climatología
La comuna presenta según la clasificación climática de Köppen clima templado lluvioso (Cfb). Esta además se halla en la cuenca hidrográfica de Archipiélago de las Guaitecas y de los Chonos.

### Hidrología
La comuna posee diversos cuerpos de agua, entre los que se destacan la laguna Barrientos, laguna de Lelgo, laguna granizo, laguna Guamapa, laguna Las Quilas y laguna Los Chureos; y río Cisne y río Granizo.

## Medio ambiente

### Componentes bióticos

Trazado simplificado de los ecosistemas y cuerpos de agua presentes en la comuna de Guaitecas.

Dentro del territorio de la comuna se pueden hallar los siguientes ecosistemas:
- Bosque resinoso templado costero donde predominan Pilgerodendron uvifera y Astelia pumila (Preocupación menor)
- Matorral siempreverde templado costero donde predominan Pilgerodendron uvifera y Nothofagus nitida (Preocupación menor)

### Medidas de protección ambiental y conflictos socioambientales
Hasta 2022, la comuna de Guaitecas no cuenta con áreas territoriales destinadas a la protección ambiental.

## Administración

### Municipalidad
El alcalde de Guaitecas es Marcos Silva Miranda (PPD), quién asumió el año 2020 como concejal en reemplazo el alcalde Cristian Alvarado (RN) que fue destituido por el Tribunal Electoral, por notable abandono de deberes. Marcos Silva resultó electo en las posteriores elecciones municipales.
El concejo municipal en el periodo 2021-2025 está constituido por los siguientes concejales:

### Representación parlamentaria
Guaitecas integra junto con las comunas de Aysén, Coyhaique, Cisnes, Río Ibáñez, Chile Chico, Lago Verde, O'Higgins, Cochrane, y Tortel el distrito electoral N.° 27 y pertenece a la XIV Circunscripción Senatorial (Aysén). Es representada en el Senado para el periodo 2018-2026 por Ximena Órdenes (PPD) y David Sandoval (UDI). A su vez, es representada en la Cámara de Diputados para el periodo 2022-2026 por René Alinco Bustos (Ind-PPD), Miguel Ángel Calisto Águila (PDC) y Marcia Raphael Mora (RN).

## Demografía
Según el censo de 2017 la comuna tiene una población de 1843 habitantes (1166 hombres y 677 mujeres). En la isla Ascensión se concentra casi la totalidad de la población. Esta población se divide en dos asentamientos importantes, Puerto Melinka que corresponde a la capital comunal y el sector rural de Repollal.

## Economía
En 2018, la cantidad de empresas registradas en Guaitecas fue de 27. El Índice de Complejidad Económica (ECI) en el mismo año fue de -0,96, mientras que las actividades económicas con mayor índice de Ventaja Comparativa Revelada (RCA) fueron Otros Tipos de Hospedaje Temporal como Camping, Albergues, Posadas, Refugios (433,69), Otros Servicios de Diversión y Esparcimientos (142,82) y Transporte Marítimo y de Cabotaje de Pasajeros (129,76).
La pesca artesanal es la principal actividad económica del archipiélago de las Guaitecas, seguida por el comercio mayorista y minorista, y el rubro de hoteles y restoranes. La comuna concentra más de una docena de organizaciones de pesca artesanal y alrededor de 800 personas están inscritas en el Registro Pesquero Artesanal del Servicio Nacional de Pesca y Acuicultura. Además del erizo de mar, otros recursos extraídos —en menor medida— son la luga roja, la almeja y el chorito.

### Zona contigua
Desde 2001, mediante Resolución 1783 de la Subsecretaría de Pesca y Acuicultura, opera el acuerdo de «zonas contiguas», el cual permite a pescadores de la Región de Los Lagos, particularmente de Quellón, a extraer recursos bentónicos en las zonas jurisdiccionales de Aysén. Este tratado se renueva cada tres años, donde los pescadores de la Región de Aysén deben decidir por votación si se permití o deniega la extracción de productos por parte de los pescadores de Chiloé a cambio de una compensación económica que en 2019 alcanzó la suma de 825 millones de pesos.[cita requerida]
En los últimos años, pescadores de Aysén se han manifestado en contra de esta medida, lo que ha ocasionado desencuentros con sus pares de Los Lagos que exigen que se respeten sus derechos ancestrales. En marzo de 2020, por primera vez desde la existencia del sistema, los pescadores de Aysén rechazaron de manera definitiva, con 77 votos en contra y 75 a favor, renovar el acuerdo de zona contigua.

## Turismo

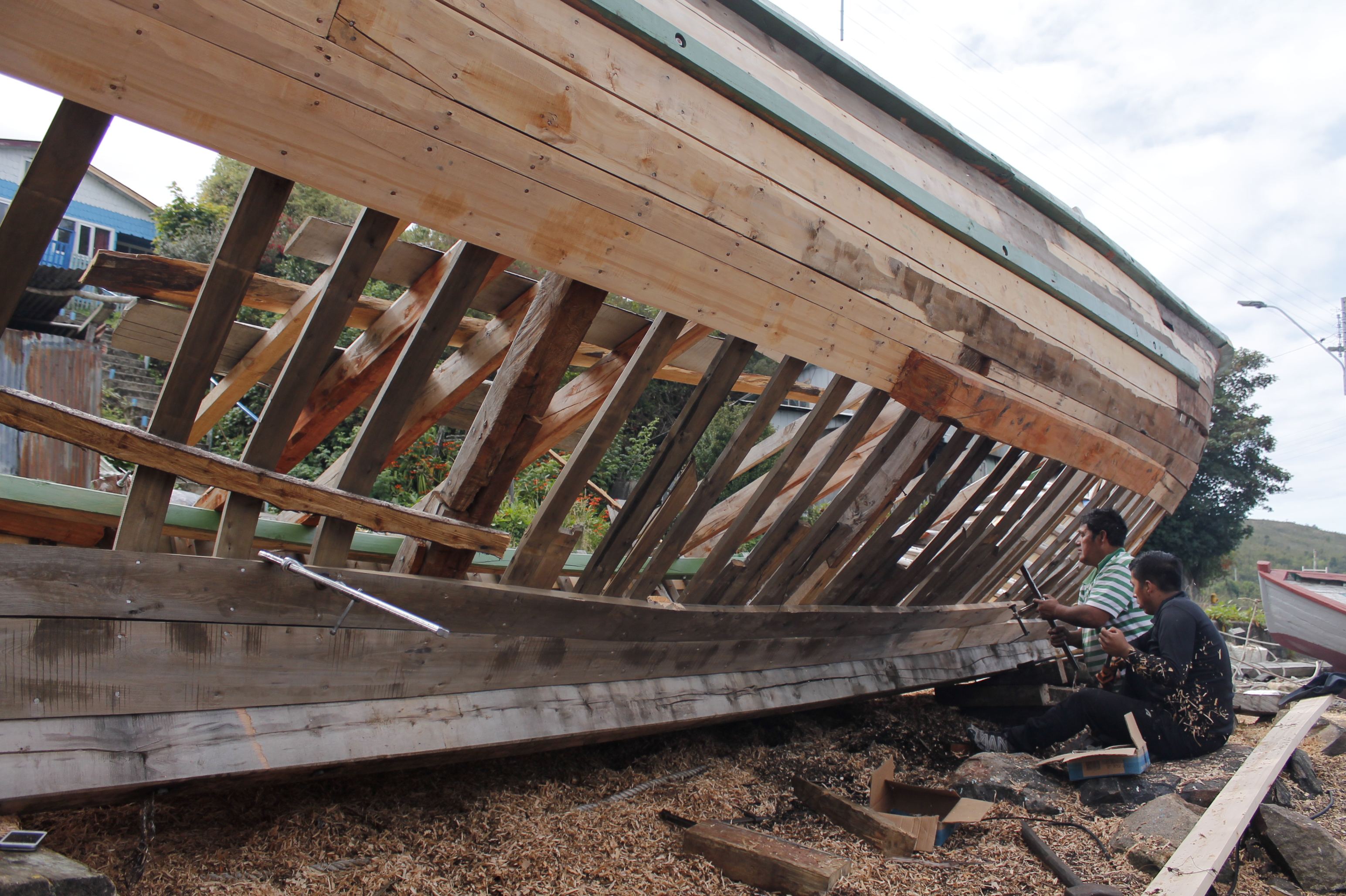
Octavio Chiguay, maestro carpintero de ribera en Melinka.

La comuna constituye un punto privilegiado para el avistamiento de mamíferos marinos y en sus alrededores se han identificado 31 especies diferentes de las 51 que tienen presencia en el país. Entre ellas las más destacadas son la ballena azul, ballena jorobada, ballena sei, delfín austral, delfín chileno, lobo marino, chungungo y huillín.
En el caso de la ballena azul, la zona ubicada en el golfo de Corcovado, al norte de Isla Ascensión, es uno de los sectores estivales de alimentación y crianza más importantes en todo el hemisferio sur, tanto por la estabilidad de los avistamientos como por su cercanía relativa a la costa. Los servicios asociados al avistamiento de ballenas y las otras especies mencionadas, pueden ser contratados durante el verano en el poblado de Melinka.
Parte de los atractivos de la comuna, son los distintos representantes de oficios tradicionales, como son la tejuelería en ciprés de las Guaitecas, carpintería de ribera y tejido en fibras vegetales. 

## Conectividad

### Marítima
La empresa Naviera Austral cuenta con dos barcazas que conectan diferentes puerto de la región, Jacaf y Queulat y en ellas se pueden embarcar tanto vehículos como pasajeros a pie. Estas cuentan con butacas, servicios higiénicos, cafetería y agua caliente a disposición. Mientras que Queulat recorre los puertos de Quellón, Melinka, Raúl Marín Balmaceda, Santo Domingo, Melimoyu, isla Toto, Puerto Cisnes, Puerto Gaviota, Puerto Aguirre y Puerto Chacabuco. La barcaza Jacaf atraca en Quellón, Melinka y Puerto Cisnes.
En Melinka existe un transporte subvencionado que conecta con el sector rural de Repollal. Este tiene tres salidas diarias de lunes a sábado y el domingo dos salidas, mañana y tarde.

### Aérea
Existen dos aerolíneas que realizan el servicio Puerto Montt-Melinka: Aerocord y Pewen. Las dos están ubicadas en el aeródromo La Paloma en Puerto Montt y ofrecen dos servicios diarios. Adicionalmente, Transportes San Rafael, con oficinas en Coyhaique, realiza dos vuelos semanales que conectan Coyhaique y Quellón, haciendo escala en Melinka. Sus avionetas tienen una capacidad máxima de siete pasajeros. En todos los casos antes mencionados, ya sea vía marítima o aérea, los traslados están condicionados al clima.

## Medios de comunicación

### Radioemisoras

#### FM
- 88.3 MHz Radio The Classic Music (programación musical retro)
- 93.1 MHz Radio La Voz del Ciprés (local)
- 95.9 MHz Radio Namar FM (local)
- 98.5 MHz Radio Estrella del Mar (Católica, con programación desde la Isla de Chiloé)
- 100.1 MHz Radio FM Stylo (Programación desde la ciudad de Quellón)
- 101.3 MHz Radio La Melinkana (Local)

#### Radios Online
- Radio La Voz del Ciprés
- Radio La Melinkana

### Televisión

#### TDT
- 2.1 - Canal 2 Quellón HD
- 2.2 - La Melinkana TVD
- 7.1 - TVN
- 7.2 - NTV
- 7.31 - TVN One Seg
- 13.1 - Canal 13 HD
- 13.2 - T13 En Vivo
- 13.31 - Canal 13 One Seg

IPTV
- La Melinkana TVD